# 海南厚壳桂
海南厚壳桂（学名：Cryptocarya hainanensis）为樟科厚壳桂属下的一个种。其种加词“hainanensis”意为“海南的”。